# Balalaika (Lied)
Balalaika ist ein deutschsprachiger Schlager von Werner Scharfenberger und Kurt Feltz, der 1970 vom österreichischen Sänger Freddy Quinn veröffentlicht wurde.

## Entstehung
Der Komponist ist Werner Scharfenberger, der Text stammte von Kurt Feltz. Bei der Gesellschaft für musikalische Aufführungs- und mechanische Vervielfältigungsrechte ist als Originalverlag Edition Magazine Music eingetragen.

## Liedtext
Im Lied wird ein Spieler der Balalaika besungen, durch dessen abendlichen Spiel die „Mädchen hereingerufen“ werden – „und auch sie hörte die Balalaika“. „Und der Klang gab sie nie wieder frei.“ Der Spieler sei ein Fremder, in dessen Auge Melancholie sei. Sie würde ihn verstehen und er würde sie verstehen. Daher spielt er die Balalaika „nur für sie“. Das Fremde würde sie anziehen.

## Schallplattenhüllen
Auf der Schallplattenhülle der Veröffentlichungen in Deutschland und Österreich ist der Oberkörper von Freddy Quinn mit schwarzer Lederjacke und gelbem Hemd zu sehen. Links ist in weißer Schrift „Freddy“ zu lesen, rechts „River-Melodie“ in gelber Schrift und darunter „Balalaika“ in oranger Schrift. Die Hülle der belgischen Veröffentlichung ist anders gestaltet: Von Freddy Quinn ist in der Mitte der Hülle der Kopf in Schwarzweißfotografie zu sehen, darüber in schwarzen Großbuchstaben „Freddy“, links unten „River-Melodie“ und rechts unten „Balalaika“ (beides in schwarzer Schrift).

## Veröffentlichung
Balalaika wurde 1970 auf der B-Seite der Single River-Melodie veröffentlicht. Als Plattenfirma fungierte die Deutsche Grammophon GmbH, die Veröffentlichung der B-Seite geschah durch Rhythmus und Radio Music International. Das Mastering, der Acetatlackschnitt und die Pressung wurde von der Deutschen Grammophon Gesellschaft Pressing Plant durchgeführt. Die Musikaufnahmen stammten vom Orchester Werner Scharfenberger. Die Veröffentlichung geschah unter der Rechtegesellschaft Gesellschaft für musikalische Aufführungs- und mechanische Vervielfältigungsrechte. Die Veröffentlichung in Österreich geschah unter der Rechtegesellschaft Bureau International de l’Edition Mecanique und die Veröffentlichung in Belgien unter Sabam.